# Saropogon leucocephalus
Saropogon leucocephalus är en tvåvingeart som först beskrevs av Johann Wilhelm Meigen 1820.  Saropogon leucocephalus ingår i släktet Saropogon och familjen rovflugor. Inga underarter finns listade i Catalogue of Life.